# Tioarmade bläckfiskar
Tioarmade bläckfiskar (Decapodiformes, även Decembrachiata eller Decabrachia) är idag den artrikaste gruppen i klassen bläckfiskar.
Som namnet antyder har dessa djur tio armar. Det fjärde armparet räknat från huvudet är ombildat till tentakler.
Tioarmade bläckfiskar utgör systergruppen till åttaarmade bläckfiskar. Gruppens inre systematik är inte helt utredd. Några zoologer räknar fyra ordningar till gruppen och andra forskare bara två.
- Spirulida[1]
- Sepiida
- Sepiolida[1]
- Teuthida